# ليرو نصرالله (كوهمرة خامي)
لیرو نصرالله (بالفارسية: لیرونصرالله) هي قرية تقع في إيران في قسم كوهمرة خامي الريفي. يقدر عدد سكانها بـ 14 نسمة .